# フリーランサー NY捜査線
『フリーランサー NY捜査線』（ - ニューヨークそうさせん、原題: Freelancers）は、2012年にアメリカ合衆国で製作された犯罪映画。アメリカで本作は拡大公開されず、ニューヨークとロサンゼルスの一部の映画館で限定公開された。

## ストーリー
元ストリートギャングのジョナスは、亡き父の跡を継ぎニューヨーク市警察の警官となった。だが、そこで彼は警察内部の腐敗しきった実態を目の当たりにする。父の元相棒だったサルコーネ警部の誘いで、彼が裏で牛耳っているドラッグビジネスを手伝うことになったジョナスは、次第に自身も犯罪の道へと足を進めてしまう。しかし、ある日父の死の真相を知ったジョナスは、サルコーネを逮捕するために再び正義の道へと戻るのだった。

## キャスト
- ジョナス（マロ） - カーティス・“50 Cent”・ジャクソン（日本語吹替：中川慶一）
- ラルー - フォレスト・ウィテカー（日本語吹替：楠見尚己）
- ジョー・サルコーネ - ロバート・デ・ニーロ（日本語吹替：樋浦勉）
- A.D. - マルコム・グッドウィン（日本語吹替：野川雅史）
- ルーカス - ライアン・オナン（日本語吹替：小田柿悠太）
- シン - アナベル・アコスタ
- ジョーイ - ボー・ギャレット
- ロバート・ジュード - マイケル・マグレイディ
- ビリー・モリソン - マット・ジェラルド
- テレンス・バーク - ロバート・ウィスダム
- ガブリエル・バエズ - ペドロ・アルメンダリス・Jr
- シュリー - ヴィニー・ジョーンズ（日本語吹替：林大地）
- リディア・ベッキオ - ダナ・デラニー

## 評価
本作には否定的な評価が多かった。
ニューヨーク・ポストのロウ・ルメニックは「名優ロバート・デ・ニーロの2012年に出演した映画の中で『レッド・ライト』の次にひどい作品だった。彼は昔の刑事ドラマのパロディのような演技をしている。」と述べた。